# (36901) 2000 SK177
2000 SK177 (asteroide 36901) é um asteroide da cintura principal. Possui uma excentricidade de 0.17181370 e uma inclinação de 4.72588º.
Este asteroide foi descoberto no dia 28 de setembro de 2000 por LINEAR em Socorro.